# Хрест Серцелі
Серцелі, або Сарцеллі, це термін у геральдиці. Фігура серцелі - це як широка хрестовина, в меншій мірі схожа на якірний хрест, з роздвоєними кінчиками, що вигнуті в обидва боки, як у баранячі роги. Форма також відома як recercelée, наприклад, Boutell.

## Зовнішні посилання
- Приклад хрестової церцеле (  )